# مايكل دنتون
مايكل دنتون (بالإنجليزية: Michael Denton) (ولد في 25 أغسطس 1943)عالم بيولوجيا أسترالي يعيش ويعمل في لندن وتورنتو ، متخصص بعلم الوراثة البشري التطوري ، ويعمل حالياً على البحث عن السبب الوراثي لمرض عمى نادر الحدوث.

## مؤلفاته
بالإضافة لأبحاثه الجامعية ، ألف كتابان:
- كتاب التطور: نظرية في أزمة في عام 1985، ISBN 0-917561-52-X ، وقد ركز اهتمامه في الكتاب على التفريق بين التطور الكبري أي نشوء نوع من نوع آخر والتطور الصغري ضمن النوع الواحد
- كتاب قدر الطبيعة بعد عقد من الزمن، ISBN 0-7432-3762-5 ، فقد قدم فيه توسعاً لوجهة نظر أستاذ البيولوجيا هندرسن المطروحة في كتابه المشهور ملاءمة الطبيعة.

ويلخص دنتون وجهة نظره بأن الارتقاء بالصدفة والطفرة، لا يمكن أن يفسر التنوع الذي نراه في الحياة، ولكنه كعالم بالوراثة التطورية لا يلجأ لتفسيرات أخرى إلا بعد أن يدفع التفسير العلمي إلى أقصى درجة ممكنة.

## روابط خارجية
- Are We Spiritual Machines? Ray Kurzweil Vs. the Critics of Strong A.I. with an essay by Michael Denton
- Review of Michael Denton's Evolution: A Theory in Crisis Mark I. Vuletic, Talk Origins
- Denton's Genetic-Medicine Work at University of Sindh[وصلة مكسورة]